# Könsneutralitet
Könsneutralitet används när ord och företeelser inte förutsätts gälla ett särskilt kön. Till exempel ett könsneutralt språk eller könsneutral äktenskapslagstiftning. 
Vanligen används begreppet om ord och fenomen som en gång varit könsbestämda, men sedan omformats till en variant som inte förutsätter ett visst kön.

## Exempel och debatt
Företrädare för bland annat HBTQ-rörelsen framhäver ofta att det bör finnas könsneutrala omklädningsrum för bland andra transpersoner, personer som har ledsagare eller personlig assistent och en del personer med intersexvariationer. I Sverige har flera kommuner både utrett och infört könsneutrala offentliga toaletter och omklädningsrum.
Strävanden mot könsneutralitet inom barnuppfostran är återkommande föremål för debatt. Förespråkare argumenterar för att barn ska ges möjlighet att utforska och utveckla sin identitet utan att känna sig begränsade av traditionella könsroller. Kritiker invänder att det bortser från biologiska olikheter mellan könen.

### Jämställdhetspolitik
Debatten kring jämställdhetspolitik är komplex och involverar olika perspektiv. Somliga debattörer anser att det är viktigt att jämställdhetspolitiken är könsneutral för att undvika att förstärka könsspecifika normer. Andra lyfter fram riktade åtgärder för att kompensera för historiska och strukturella ojämlikheter. Eftersom män och kvinnor lever under olika socioekonomiska villkor så kan de inte i samma grad kan ta tillvara sina rättigheter. Könsneutrala reformer inom jämställdhetspolitiken löper därför risken att bli verkningslösa.